# Ізвору-Мурешулуй
Ізвору-Мурешулуй (рум. Izvoru Mureșului) — село у повіті Харгіта в Румунії. Входить до складу комуни Вошлебень.
Село розташоване на відстані 245 км на північ від Бухареста, 30 км на північ від М'єркуря-Чука, 108 км на північ від Брашова.

## Населення
За даними перепису населення 2002 року у селі проживала 801 особа.
Національний склад населення села:
| Національність | Кількість осіб | Відсоток |
| -------------- | -------------- | -------- |
| угорці         | 470            | 58,7%    |
| румуни         | 331            | 41,3%    |

Рідною мовою назвали:
| Мова      | Кількість осіб | Відсоток |
| --------- | -------------- | -------- |
| угорська  | 470            | 58,7%    |
| румунська | 331            | 41,3%    |